# 西营水库
西营水库是中国甘肃省武威市凉州区西营镇境内的一座水库，位于石羊河上，建于1976年。水库正常库容为1110万立方米，集雨面积为1455平方千米，海拔为2017.3米。